# Frank Fenton (Drehbuchautor)
Francis “Frank” Edgington Fenton (* 13. Februar 1903 in Liverpool, Vereinigtes Königreich; † 23. August 1971 in Los Angeles, Vereinigte Staaten) war ein US-amerikanischer Schriftsteller und Drehbuchautor.

## Leben und Wirken
Der Schuhmachersohn Fenton kam bereits 1908 gemeinsam mit seinem ein Jahr älteren Bruder Leslie Fenton, der später beim Film als Schauspieler und Regisseur arbeiten sollte, in die Vereinigten Staaten und stieß durch Leslie ebenfalls zum Film. Hier begann er 1928. Rund die ersten zehn Jahre musste Fenton sich jedoch überwiegend mit Storyvorlagen begnügen. 1936 gelang es ihm sein Bühnenstück “Stork Mad” aufzuführen, es lief nur fünf Tage lang Ende September/Anfang Oktober dieses Jahres am Broadway in New York. Seit 1937 verfasste Fenton primär Filmdrehbücher, anfänglich vor allem für wenig bedeutsame B-Pictures. Zwischendurch schrieb er auch Kurzgeschichten für Zeitungsmagazine, 1942 veröffentlichte Fenton seinen ersten Roman A Place in the Sun.
Fentons Karriere gewann erst nach dem Zweiten Weltkrieg an Fahrt, nachdem auch sein zweiter Roman, die Kriegsheimkehrergeschichte “What Way My Journey Lies” 1946 positive Kritiken erhielt und er infolgedessen einige Jahre lang diverse Manuskripte für A-Stoffe verfasste. Dabei handelte es sich zumeist um harte Männerstoffe (bevorzugt Western) mit geübten Leinwandmachos wie allen voran Robert Mitchum, aber auch mit Gary Cooper, Richard Widmark, Robert Taylor, Tyrone Power und John Wayne in den Hauptrollen. Seit Mitte der 1950er Jahre schrieb Fenton ganz überwiegend für das amerikanische Fernsehen, zuletzt Folgen für die auch in Deutschland ausgestrahlten Serien Stunde der Entscheidung, Wettlauf mit dem Tod und Die Leute von der Shiloh Ranch.
Francis „Frank“ Edgington Fenton starb an den Folgen eines Schlaganfalls.

## Filmografie
nur als Drehbuchautor, ohne TV-Serien
- 1928: Top Sergeant Mulligan
- 1933: Dos noches
- 1937: Step Lively, Jeeves!
- 1939: The Saint in London
- 1940: Little Orvie
- 1940: Millionairess in Prison
- 1941: The Gay Falcon
- 1942: Highways by Night
- 1946: Lady Luck
- 1947: Night Song
- 1947: Goldenes Gift (Out of the Past)
- 1948: Gangster der Prärie (Station West)
- 1949: Malaya
- 1950: Glücksspiel des Lebens (Walk Softly, Stranger)
- 1951: Der Mann in Schwarz (The Man with a Cloak)
- 1951: Ein Satansweib (His Kind of Woman)
- 1952: Gefährten des Grauens (The Wild North)
- 1952: Verwegene Gegner (Ride Vaquero!)
- 1953: Verrat im Fort Bravo (Escape From Fort Bravo)
- 1954: Fluß ohne Wiederkehr (River of No Return)
- 1954: Der Garten des Bösen (Garden of Evil)
- 1955: Die Unbezähmbaren (Untamed)
- 1955: Die sieben goldenen Städte (Seven Cities of Gold)
- 1956: Das Herz eines Millionärs (These Wilder Years)
- 1957: Dem Adler gleich (Wings of the Eagle)
- 1959: Der Herrscher von Kansas (The Jayhawkers)
- 1966: The Dangerous Days of Kiowa Jones (Fernsehfilm)
- 1968: Big John macht Dampf (Something for a Lonely Man) (Fernsehfilm)